# Globba subscaposa
Globba subscaposa là một loài thực vật có hoa trong họ Gừng. Loài này được Collett & Hemsl. mô tả khoa học đầu tiên năm 1890.